# Thembile Skweyiya
Thembile Lewis Skweyiya (* 17. Juni 1939 in Worcester; † 1. September 2015) war ein südafrikanischer Jurist. Er war von 2004 bis 2014 Richter am Verfassungsgericht der Republik Südafrika.

## Leben
Nachdem seine Eltern mit ihm nach Kapstadt gezogen waren, besuchte Skweyiya zunächst dort die Grundschule. Seine Schulbildung schloss er letztlich aber an der Healdtown Native School bei Fort Beaufort ab. Danach besuchte er die Universität Natal, wo er einen Bachelor-Abschluss in Sozialwissenschaften erwarb. Das anschließende Studium der Rechtswissenschaften schloss er dort 1967 mit dem Bachelor of Laws ab.
Zwischen 1968 und 1970 absolvierte er seine praktische Ausbildung in einer Anwaltskanzlei und wurde dann als Prozessanwalt (Advocate) zugelassen. Zudem ließ er sich als Anwalt in Lesotho und am High Court von Namibia zu. Ab 1971 war Skweyiya als Anwalt in Durban tätig. Zunächst befasste er sich vor allem mit Fällen aus dem Bereich des Zivil- und Wirtschaftsrechts. Ab etwa 1981 nahm er zunehmend Mandate mit Bezug zu Menschenrechtsverletzungen wahr und war als Verteidiger an zahlreichen politischen Verfahren beteiligt. Nach acht Jahren Tätigkeit in diesem Bereich, konzentrierte er sich wieder auf wirtschaftsrechtliche Fälle. Während seiner anwaltlichen Tätigkeit war er auch Mitglied des Vorstands zahlreicher Firmen. 1995 trat er in den öffentlichen Dienst ein und hatte bis 2001 mehrere Stellen als kommissarischer Richter unter anderem an der Eastern Cape Provincial Division inne. Zum 1. Februar 2001 wurde er dort zum hauptamtlichen Richter bestellt. Zwischen August 2001 und Mai 2002 war er zunächst kommissarisch als Richter am Verfassungsgericht der Republik Südafrika tätig, bevor er im Februar 2004 zum hauptamtlichen Richter ernannt wurde. Dieses Amt hatte er bis zu seiner Pensionierung am 6. Mai 2014 inne.

## Mitgliedschaften (Auswahl)
Von 1973 bis zu ihrem Verbot 1977 beriet Skweyiya die South African Students’ Organisation. Von 1985 bis 1990 war er Mitherausgeber des South African Journal on Human Rights.